# 约安德里·乌赫列斯
约安德里·乌赫列斯（西班牙語：Yoandry Urgellés，1981年7月28日—），古巴棒球运动员。他曾代表古巴国家队参加2004年和2008年夏季奥林匹克运动会棒球比赛，获得一枚金牌和一枚银牌。